# Смолоскип (видавництво)
Видавництво «Смолоскип» ім. В. Симоненка — українське видавництво, засноване 1967 року в США.

## Історія видавництва
Видавництво «Смолоскип» було засноване українськими емігрантами в місті Балтимор, США, і назване іменем Василя Симоненка. Першою книжкою, яка з'явилася друком у видавництві «Смолоскип», була книжка Осипа Зінкевича «З генерації новаторів: Світличний і Дзюба» (1968).
Після здобуття Україною незалежності воно перенесло свою діяльність в Україну. У США «Смолоскип» видавав дисидентську і правозахисну літературу, а також твори українських письменників, репресованих сталінським режимом. В Україні «Смолоскип» видає дебютні книжки наймолодших авторів, ставлячи собі за мету створювати і розширювати середовище української творчої молоді.
«Смолоскип» у США видавав в основному твори українського самвидаву і твори українських письменників, заборонені в Радянській Україні. В роках 1968–1990 видано збірки поезій: Ліни Костенко, Василя Голобородька, Олени Теліги, Ігоря Калинця, Миколи Руденка, Святослава Караванського, Тараса Мельничука, Атени Пашко, Олеся Бердника, оповідання і романи Олеся Гончара, Михайла Осадчого, Миколи Руденка, Бориса Антоненка-Давидовича, Олеся Бердника; самвидавні твори, дослідження і документи Валентина Мороза, Олеся Бердника, Миколи Руденка, Василя Стуса, Євгена Сверстюка, Євгена Крамара; п'ятитомник творів Миколи Хвильового, однотомник Леся Курбаса, дві книги про мартирологію Української православної і греко-католицької церков; самвидавні журнали «Український вісник» і «Кафедра», документи і бюлетені Української Гельсінкської групи; спогади Данила Шумука, Євгена Грицяка і Докії Гуменної; публіцистичні і літературознавчі праці Григорія Костюка і Юрія Шевельова (Шереха); брошури українською і англійською мовами про українських політв'язнів.
«Смолоскип» опублікував також ряд книжок англійською мовою: вірші Олени Теліги, листи українських жінок-політв'язнів, 6 і 7—8 випуски самвидавного «Українського вісника», бюлетені Української Гельсінкської групи, збірку свідчень на Міжнародних Сахаровських слуханнях, збірку документів Української Гельсінкської групи, енциклопедичний довідник про тисячоліття християнства в Україні, довідник про українських олімпійських чемпіонів, енциклопедичний довідник «Рух опору в Україні: 1960-1990».

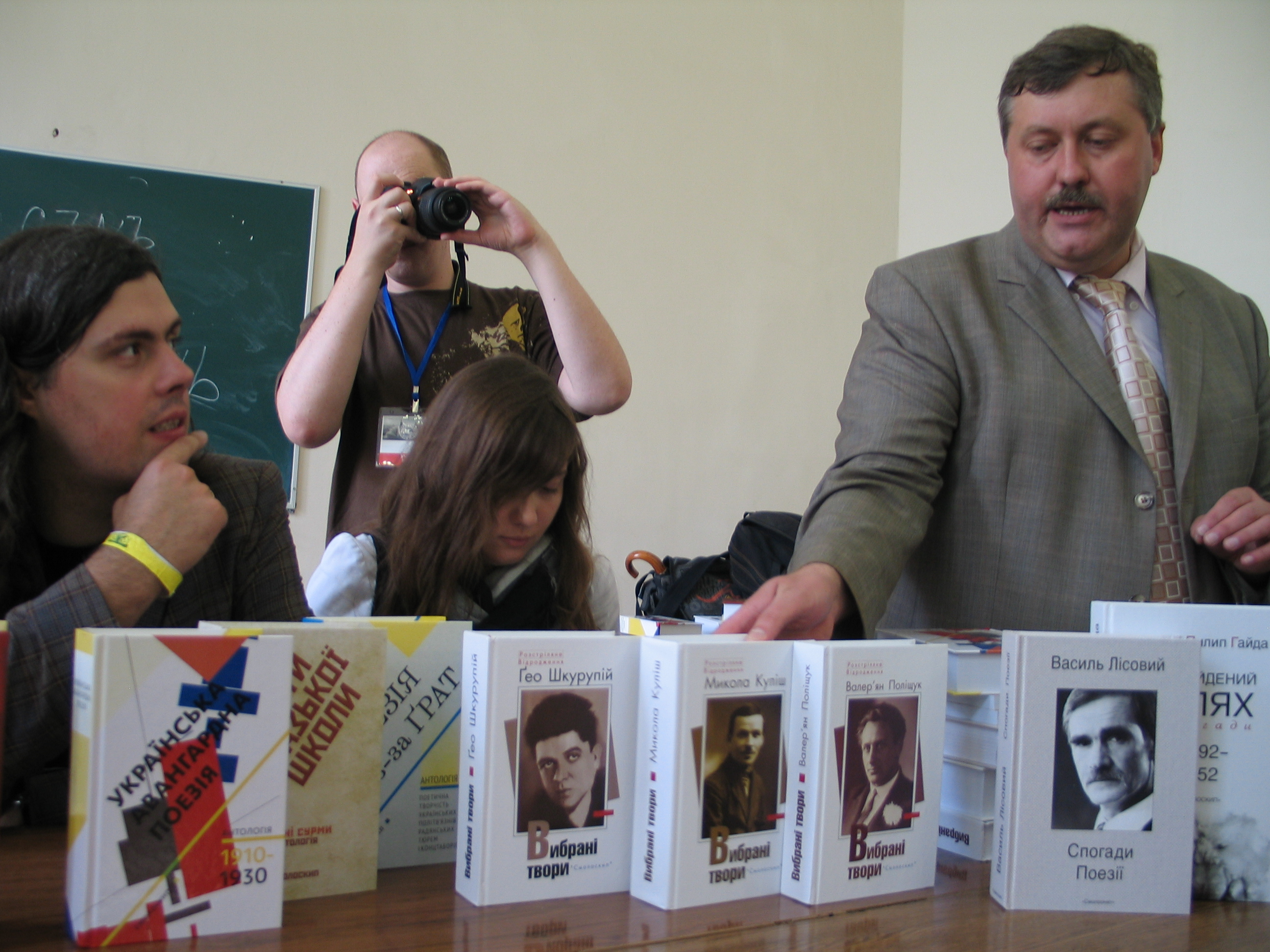
Презентація книг видавництва «Смолоскип» у Львівському університеті. Виступає директор видавництва Ростислав Семків, сидять поети Олег Коцарев і Юлія Стахівська — укладачі антології «Українська авангардна поезія».

Після виходу у світ деяких книг видавництво влаштовувало презентації і літературні вечори, присвячені творчості Миколи Хвильового, Бориса Антоненка-Давидовича, Миколи Руденка, Докії Гуменної, Григорія Костюка, Петра Одарченка, театральній діяльності Леся Курбаса майже в усіх великих містах Америки й Канади. На вечорах виступали Григорій Костюк, Йосип Гірняк, Галина Плужник, Юрій Стефаник, Ярослав Розумний, Ніна Строката, Надія Світлична, генерал Петро Григоренко, Богдан Рубчак, Петро Одарченко, Осип Зінкевич, митець Марта Гарасовська і багато інших.
- Адреса видавництва: 04071, м. Київ, вул. Межигірська, 21

## Серії книг
- «Розстріляне відродження»
- Лауреати «Смолоскипа»
- Вони повертаються

## Проєкти
- Літературний конкурс видавництва «Смолоскип» — щорічна літературна премія для молодих авторів. Проходить з 1993 року.
- Кіноклуб «Смолоскип». Відкрився у жовтні 2008 року. Засновник та ведучий кіноклубу — Олег Шинкаренко. Право на чотириразове відвідування (абонемент) отримується через покупку будь-якої недорогої книги у магазині видавництва. На книжки середньої вартості можна отримати до трьох абонементів одразу. Покази фільмів відбуваються двічі на місяць по непарним четвергам. Головний принцип клубу: рідкість фільмів та українська мова перекладу (здебільшого, це субтитри).
- Благодійний проєкт.